# Steenbok (sterrenbeeld)

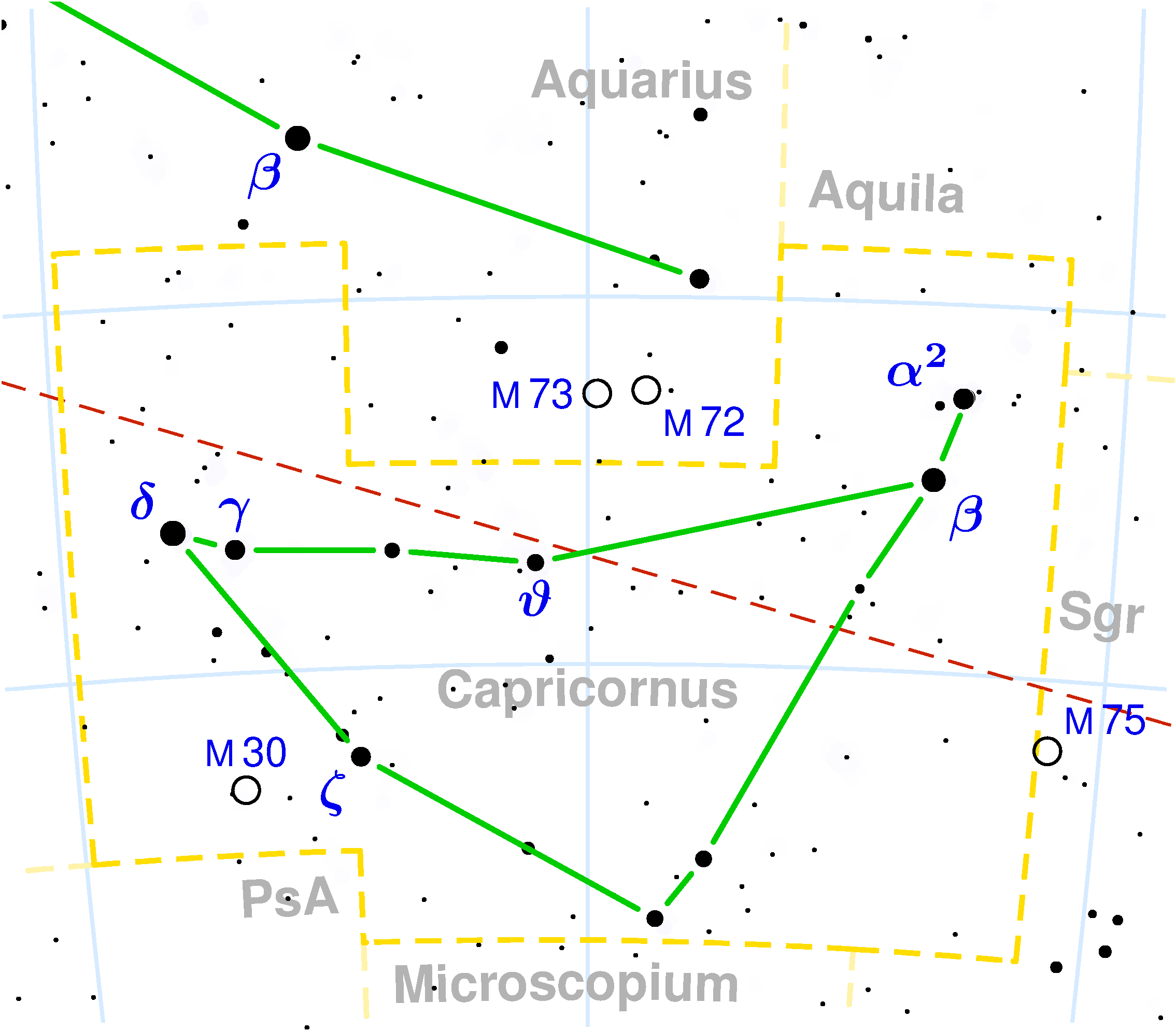
Kaart van het sterrenbeeld Steenbok.

Steenbok (Capricornus, afkorting Cap) is een sterrenbeeld aan de zuidelijke hemelkoepel tussen rechte klimming 20u04m en 21u57m en tussen declinatie −8° en −28°. De ecliptica loopt door Steenbok, het maakt dus deel uit van de dierenriem. De zon staat elk jaar van 19 januari tot 16 februari in Steenbok.

## Sterren
(in volgorde van afnemende helderheid)
- Deneb Algedi (δ, delta Capricorni)
- Dahib (β, beta Capricorni)
- Secunda Giedi (α2, alpha2 Capricorni)
- Nashira (γ, gamma Capricorni)
- Prima Giedi (α1, alpha1 Capricorni)
- Alshat (ν, nu Capricorni)

## Wanneer het best te zien?
Steenbok is op de noordelijke hemisfeer zichtbaar aan de nachthemel van augustus tot november. De beste tijd om deze sterrengroep te zien is midden september omstreeks negen uur 's avonds. De sterren die er deel van uitmaken zijn echter niet zo helder waardoor het vrij moeilijk te zien is.

## Wat is er verder te zien?
- RT Capricorni (20h 17m / -21° 19') is zowel een dubbelster (ADS 13616 A) als een koele koolstofster (Cool Carbon Star), en daarmee een van de meest roodkleurige sterren waarneembaar met de telescoop.[bron?] RT Capricorni bevindt zich iets meer dan 2 graden ten zuidzuidwesten van de dubbelster σ Capricorni (Sigma Capricorni), en culmineert samen met de ster γ Cygni (Gamma Cygni) van het sterrenbeeld Zwaan (Cygnus), en met de ster θ Aquilae (Theta Aquilae) van het sterrenbeeld Arend (Aquila).
- De bolvormige sterrenhoop Messier 30.
- De bolvormige sterrenhoop Palomar 12 (Capricornus Dwarf System) (21h 46m / -21° 14').
- De sterrenstelsels NGC 7016, NGC 7017, en NGC 7018. Dit trio bevindt zich een halve graad ten zuiden van de dubbelster See 439 (de betrekkelijk heldere ster 24 Capricorni).
- De sterrenstelsels NGC 6903 en NGC 7131 die zich nabij de ecliptica bevinden, hetgeen betekent dat, vanaf de aarde gezien, deze objecten veelvuldig door de planeten van het zonnestelsel bezocht worden, alsook door de maan bedekt kunnen worden.
- Het opmerkelijk S-vormige sterrenstelsel NGC 6907.

## Aangrenzende sterrenbeelden
(met de wijzers van de klok mee)
- Waterman (Aquarius)
- Arend (Aquila)
- Boogschutter (Sagittarius)
- Microscoop (Microscopium)
- Zuidervis (Piscis Austrinus)